# 東奧羅西 (加利福尼亞州)
東奧羅西（英語：East Orosi）是位於美國加利福尼亞州圖萊里縣的一個人口普查指定地區。

## 地理
東奧羅西的座標為35°32′51″N 119°15′40″W / 35.54750°N 119.26111°W，而該地最高點為海拔高度120米（即394英尺）。

## 人口
根據2010年美國人口普查的數據，東奧羅西的面積為0.642平方千米，當中陸地面積為0.642平方千米，而水域面積為0.000平方千米。當地共有人口495人，而人口密度為每平方千米771人。